# Darwinilus sedarisi
Darwinilus sedarisi es una especie de escarabajo vagabundo, la única del género Darwinilus. Lleva su nombre en honor a Charles Darwin y David Sedaris. Un ejemplar de este escarabajo fue recogido en Argentina por Darwin en 1832 durante el viaje del HMS Beagle, pero fue nombrado formalmente como una nueva especie recién en  2014.  

## Taxonomía
Darwinilus sedarisi fue descrito por primera vez por el entomólogo estadounidense Stylianos Chatzimanolis en 2014. Se conocen sólo de 2 ejemplares, ambos machos. El holotipo fue recolectado en 1832 por Charles Darwin en Bahía Blanca (provincia de Buenos Aires, Argentina) durante el segundo viaje del Beagle al mando de FitzRoy. 
El segundo ejemplar fue recolectado en Río Cuarto, provincia de Córdoba (Argentina) por un tal Breuer y que fue depositado en el Museo de Historia Natural de Berlín, Alemania. Se desconoce la fecha exacta en la que se recolectó este espécimen, pero se sabe que fue antes de 1935, ya que los entomólogos alemanes Walther Horn e Ilse Kahle mencionan la colección de Breuer en un artículo de ese año. 
Darwinilus sedarisi es la única especie del género Darwinilus. Se clasifica bajo la subtribu Xanthopygina, tribu Staphylinini, subfamilia Staphylininae de la familia Staphylinidae. 